# ハーパー・リー

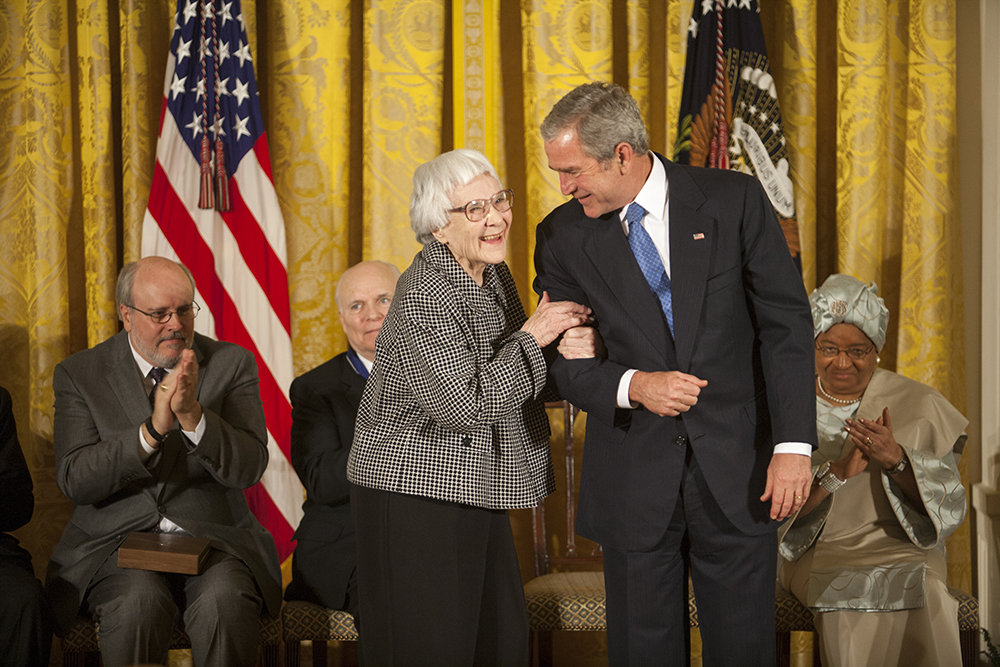
2007年、ホワイトハウスにて

ネル・ハーパー・リー(Nelle Harper Lee, 1926年4月28日 - 2016年2月19日)は、アメリカの女性小説家。『アラバマ物語』（原題：To Kill a Mockingbird）で知られる。また、この物語の続編である『Go Set a Watchman』（さあ、見張りを立てよ）が2015年に米国で出版された 。

## 経歴
ハーパー・リーはアラバマ州モンローヴィルで生まれた。彼女が4歳の夏にトルーマン・カポーティと交流するようになる。アラバマ大学で法律を学び、次にイギリスのオックスフォード大学に一年間留学した。
その後ニューヨークで航空会社の予約係として働き自活したが、作家として身を立てようと決心して仕事を辞め、アメリカ南部の生活に関する一連の短編小説を書いた。編集者らの励ましを受けた彼女は、それら短編をもとに『アラバマ物語』を書き上げた。1960年に出版されたこの作品はベストセラーとなり、1961年にはフィクション部門でピューリッツァー賞を受賞した。1963年には映画化され、主演のグレゴリー・ペックが主演男優賞を獲得するなど三部門でアカデミー賞に輝いた。
60年代中頃に、リーはカポーティと共に彼の小説『冷血』の取材助手として旅行した。カポーティは同作品を彼女に献呈した。当時のカポーティを描いた2005年の映画『カポーティ』では、キャサリン・キーナー演じるリーが登場し、『アラバマ物語』が映画化されたくだりも描かれる。
『アラバマ物語』以後リーは、少数の短いエッセイを除き、作品を上梓しなかった。公の場にもほとんど姿を現さなかったため、新たな作品に取り組んでいるとの憶測も（他のアメリカ人作家でいえばJ・D・サリンジャーやラルフ・エリソンと同様に）されていた。チャールズ・J・シールズによる「『アラバマ物語』を紡いだ作家 (MOCKINGBIRD A PORTRAIT OF HARPER LEE)」（柏書房）という評伝も2014年に翻訳された。
2007年11月、81歳のリーはその文化的貢献に対してジョージ・W・ブッシュ大統領から大統領自由勲章を授与され、ホワイトハウスでの式典に姿を見せた。
2016年2月19日、モンローヴィルで死去。89歳没。
彼女の死後に、姉の許可を得て『To Kill a Mockingbird』（『アラバマ物語』）の続編にあたる『Go Set a Watchman』（『さあ、見張りを立てよ』）が2015年に出版されたが、その評判は芳しくなかった。